# Stegomyia cooki
Stegomyia cooki is een muggensoort uit de familie van de steekmuggen (Culicidae). De wetenschappelijke naam van de soort werd voor het eerst geldig gepubliceerd in 1962 door John Nicholas Belkin.